# 劳尔梅达德哈德拉克
劳尔梅达德哈德拉克，是西班牙卡斯蒂利亚-拉曼恰瓜达拉哈拉省的一个市镇。总面积12平方公里，总人口21人（2001年），人口密度2人/平方公里。